# 4700 Carusi
4700 Carusi је астероид главног астероидног појаса са средњом удаљеношћу од Сунца која износи 2,562 астрономских јединица (АЈ).
Апсолутна магнитуда астероида је 12,8.